# ويلهلم قروس
ويلهلم قروس (و. 1892 – 1917 م) هو لاعب كرة قدم ألماني، مركز لعبه هو لاعب وسط، توفي عن عمر يناهز 25 عاماً.

## روابط خارجية
- ويلهلم قروس على موقع قاعدة بيانات كرة القدم.إي يو (الإنجليزية)
- ويلهلم قروس على موقع ناشيونال فوتبول تيمز (الإنجليزية)
- ويلهلم قروس على موقع عالم كرة القدم.نت (الإنجليزية)